# Staatliche Pädagogische Universität Tomsk
Die Staatliche Pädagogische Universität Tomsk (russisch Томский государственный педагогический университет) ist eine staatliche pädagogische Hochschule in der Stadt Tomsk. Es ist die älteste Pädagogische Universität in Sibirien.
Die Universität geht auf ein im Jahre 1902 gegründetes Staatliches Pädagogisches Institut Tomsk (auch: Tomsker Staatliches Pädagogisches Institut) zurück. Heute gibt es neun Fakultäten, von denen die 1939 gegründete Fakultät für Fremdsprachen die älteste ist.
Rektor ist Andrey Makarenko.